# アンドゥリーアス・イーエンフェルト
アンドゥリーアス・イエリック・ニックラス・イーエンフェルト（スウェーデン語: Andreas Erik Niklas Eenfeldt, 1972年1月19日 -）は、スウェーデンの医師、作家、ブロガー、カールスタードにある医療センターの専門医、「The Dietary Science Foundation」の理事。肥満や糖尿病に悩む人に向けられたウェブサイト「ダイエット・ドクター」の創設者であり、その最高経営責任者でもある。医師を12年間、家庭医を8年間続けてきた。ウプサラ出身。
2007年、ウェブサイト「kostdoktorn.se」を開設。これはスウェーデン最大の医療ブログである。2011年、英語によるウェブサイト「Dietdoctor.com」を開設する。炭水化物を極力減らし、脂肪の摂取量を増やす食事法の支持者であり、「極度の低糖質・極度の高脂肪な食事」（→ケトジェニック・ダイエット）を、肥満患者、糖尿病患者に処方し続けている。「ケトジェニック・ダイエット」は、「摂取エネルギーの90％を脂肪から摂取し、6％をタンパク質から摂取し、炭水化物の摂取は可能な限り抑える」食事法であり、古くはアメリカ合衆国の医師、ラッセル・ワイルダー（ Russell Wilder, 1885～1959 ）が、癲癇を治療する目的で1920年代前半に開発した食事療法の一種である。低糖質・高脂肪な食事を支持する者の1人として、民間テレビ局のTV4や、公共放送局のスウェーデン・テレビにも出演し、食事のあり方について議論を交わしている。
「ヒトを病気にさせるのは動物性脂肪ではなく、炭水化物である」「今まで言われ続けてきた、『脂肪の摂取を減らしたり、低脂肪な食事をするように』という『伝統的な食事法』は、何の役にも立たないが、炭水化物が少ない食事は肥満患者や糖尿病患者の健康を改善できるだろう」と確信しており、「低脂肪の食事は、長期的に見ても『体重の減少に効果がある』との証明はされておらず、食事のあり方を変えるべきである」との立場を明確にしている。2008年にスウェーデンの保険福祉庁とアメリカ糖尿病協会が「炭水化物を制限する食事法は肥満や糖尿病治療に役立つ可能性がある」という評価をくだすも、ある5人のダイエットの専門家がそれを認めなかった。イーエンフェルトはこれに対して大いに疑問視した。2009年、イーエンフェルトは、スウェーデンの医療雑誌『Dagens Medicin』に、スウェーデン食糧庁による「動物性脂肪を避けるように」との警告には何の根拠も無いこと、国が推奨している現在の食事内容をただちに変えるべきであるという内容の記事を、12人の著者とともに共同で寄稿した。
2011年、イーエンフェルトは著書『Low Carb, High Fat Food Revolution: Advice and Recipes to Improve Your Health and Reduce Your Weight』を出版し、炭水化物を制限する食事法を奨めている。本書は英語で書かれ、スウェーデン本国でベストセラーとなり、8つの言語に翻訳された。
スウェーデン国内でも積極的に講演を行っている。英語にも堪能であり、アメリカ合衆国の各地で講演を行っている。

## 著書
- Low Carb, High Fat Food Revolution: Advice and Recipes to Improve Your Health and Reduce Your Weight ISBN 978-1510713871

## 参考
1. ↑  Andreas Eenfeldt. “Om Diet Doctor”.   kostdoktorn. 2009年8月1日閲覧。
2. ↑  “Eenfeldt, Andreas”.   doktorsguiden. 2013年4月18日閲覧。
3. ↑  “Familjeläkare på Vårdcentralen Gripen”.   Landstinget i Värmland. 2010年10月30日閲覧。
4. ↑  「kost」「doktorn」は、スウェーデン語でそれぞれ「diet」「doctor」の意。
5. ↑  “Authors - Eenfeldt, Andreas”.   bonnier rights (2018年9月). 2018年9月25日時点のオリジナルよりアーカイブ。2019年10月29日閲覧。
6. ↑  “MEST BESÖKTA PRIVATA BLOGGARNA I KATEGORIN HÄLSA, SJUKVÅRD, HANDIKAPP”.   Bloggportalen. 2013年1月1日閲覧。
7. ↑  Williams, Alexander. “Dr Andreas Eenfeldt: A Global Food Revolution”.   Diabetes.co.uk. 2017年12月4日閲覧。
8. ↑  “Matrevolutionen + get the lifestyle!” (スウェーデン語).   mfgruppen.se (2013年1月). 2013年1月19日時点のオリジナルよりアーカイブ。2019年10月28日閲覧。
9. ↑  “Andreas Eenfeldt kritiserar nyckelhålsmärkningen”.   TV4. 2012年2月2日閲覧。
10. ↑  “SVT Debatt om LCHF ikväll, med Kostdoktorn”.   kostdoktorn. 2012年1月19日閲覧。
11. ↑  “Debatt 13/12”.   Sveriges Television. 2012年12月13日閲覧。
12. 1 2  “Man ska inte ge sig in på att frälsa andra”.   Dagens Nyheter. 2012年3月3日閲覧。
13. ↑  “Kostråd”.   Livsmedelsverket. 2013年1月12日閲覧。
14. ↑  Andreas Eenfledt (2008年9月9日). “Hög tid för nytänkande i kostfrågan”.   Lakartidningen. 2019年10月24日閲覧。
15. ↑  Andreas Eenfeldt (2008年7月22日). “Märkligt utspel från kostexperter”.   Lakartidningen. 2019年10月24日閲覧。
16. ↑  “Livsmedelsverket bör omedelbart sluta med kostråd till allmänheten”.   dagensmedicin. 2009年4月8日閲覧。
17. ↑  PAGELS, SUSANNA (2013年11月). “"Mättat fett skyddar hjärtat"” (スウェーデン語).   stockholms diabetesförening. 2013年11月1日時点のオリジナルよりアーカイブ。2019年10月28日閲覧。
18. ↑  Mullens, Anne (2017年2月13日). “Stick to This Diet If You Want to Reverse Diabetes Risk Factors—or Avoid Them Completely”.   Reader's Digest. 2019年10月14日閲覧。
19. ↑  Matrevolutionen -- Ät dig frisk med riktig mat - YouTube
20. ↑  Diet Doctor - YouTubeチャンネル